# Divizia de Dunăre (1916-1918)
Divizia de Dunăre, în perioada 1916-1918, a reprezentat una dintre cele două mari unități ale Marinei Militare Române din timpul Primului Război Mondial, cealaltă mare unitate fiind reprezentată de Divizia de Mare.

## Structura Marinei Militare Române
La declanșarea războiului, componența Marinei Militare Române era următoarea:
- Comandamentul Marinei Militare – sediul la Galați

- Comandanți:

- Inspector general al Marinei și comandant al acesteia: contra-amiralul Sebastian Eustațiu
- Director superior al Marinei și reprezentant al acesteia la Marele Stat Major și la Ministerul de Război: contra-amiralul Constantin Bălescu

- Serviciul Transporturilor
- Comitetul Tehnic Consultativ

- Mari unități:

- Divizia de Dunăre – baza la Galați
- Divizia de Mare – baza la Constanța

- Depozitele Generale – sediul la Galați
- Arsenalul Marinei – sediul la Galați

În organica Serviciului Transporturilor se aflau canonierele, vasele mici și șalupele.
Comitetul Tehnic Consultativ:
- avea ca președinte pe Inspectorul general al Marinei (în același timp și comandant al acesteia) și includea pe Directorul Superior al Marinei (reprezentant al Marinei la Ministerulde Războiar), care în același timp era și secretarul comitetului, precum și pe comandanții marilor unități și pe Inginerul Șef al Marinei
- atribuții: procurarea bastimentelor de război, îmbarcările, lucrările la mobilizare, aprovizionarea cu muniție și armament, livrările la mobilizare, ransporturile pe apă pentru Armata României.

Depozitele Generale ale marinei de la Galați aveau în structură depozite de muniții și ateliere specializate pentru pregătire minelor și torpilelor. Tot aici se făcea încorporarea recruților pentru formarea deprinderilor generale necesare de infanterie și căpătarea cunoștințelor generale despre marină, după cinci luni aceștia fiind repartizați marilor unități.
Organizarea marinei române, a personalului și serviciilor a fost modificată conform Planului de Campanie și a ordinului Serviciilor Marinei de la Marele Cartier General, cu scopul de a spori personalul ambarcat și de a se apela la serviciile unor nave comerciale. Serviciile Marinei se aflau în Eșalonul II al Marelui Cartier General și aveau în subordine următoarele unități:
- La Dunăre:

- Flota de Operațiuni
- Apărările sub Apă

- La Marea Neagră: Apărarea Maritimă a Portului Constanța (încredințată amiralului Patton-Fanton, comandantul Escadrei Ruse din Constanța, conform Convenției Militare din 4/17 august 1916).

## Structura Diviziei de Dunăre

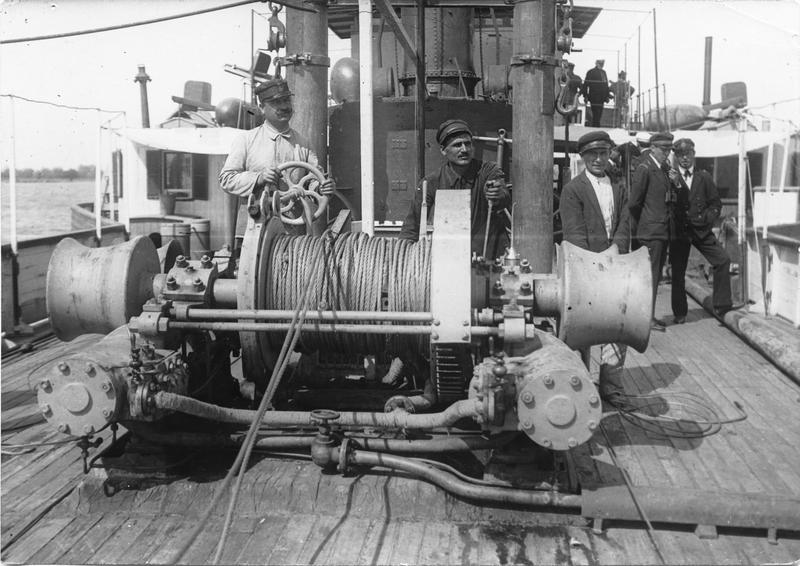
Pe puntea unui vas de război românesc, în 1917.

În speță, marea unitate era edificată în jurul celor 4 monitoare și 8 vedete torpiloare ușoare, în componența ei intrând și nave de servitudine, precum un serviciu de mine și torpile.
La nivelul Dunării, forțele de luptă au fost structurate în Flota de Operațiuni și Apărările sub Apă, care depindeau din punct de vedere operativ de Serviciile Marinei de la Marele Cartier General:
- Flota de Operațiuni era comandantă de contra-amiralul Nicolae Negrescu

- Escadra de Dunăre:

- monitoare (4): Ion C. Brătianu, Lascăr Catargiu, Mihail Kogălniceanu, Ioan Lahovary
- vedete de siguranță (8): Căpitan Nicolae Lascăr Bogdan, Locotenent Dimitrie Călinescu, Maior Constantin Ene, Maior Dimitrie Giurescu, Maior Nicolae Grigore Ioan, Căpitan Walter Mărăcineanu, Căpitan Mihail Romano, Maior Gheorghe Șonțu
- Grupul canonierelor și a șalupelor de tip Vedea

- Divizia rusă de canoniere
- Grupul Port-mine, dragă-mine și stăvilare – preluat din subordinea Apărărilor sub Apă
- Convoiul de aprovizionare
- Spitalul plutitor
- Bateriile marinei

- Apărările sub Apă erau comandante de comandorul Constantin Niculescu-Rizea.

- Detașamentele de mineri torpilori
- Grupul torpiloarelor
- Stațiuni lanstorpile și mine de curent

În campania anului 1916, principalele misiuni ale Diviziei de Dunăre au fost reprezentate de Raidul de la Rusciuc, acțiunea de apărare a capului de pod de la Turtucaia și de protejare a retragerii trupelor române din zonă, precum și precum și susținerea flancului drept al armatei de uscat din Dobrogea. Succesiv retragerii trupelor terestre române în Moldova, navele Diviziei au protejat evacuarea parcului de nave al Marinei pe brațul Chilia.
În campania anului 1917,  în cooperare cu armata de uscat, navele au realizat asigurarea transporturilor pe apă între Galați și gurile Dunării și au contribuit la apărarea forntului dunărean, prin tiruri de artilerie
În campania anului 1918, navele au acționat pentru deminarea Dunării, dat fiind că urma să se reia navigația pe timp de pace.